# Les Derniers Jours dans le désert
Pour plus de détails, voir Fiche technique et Distribution.
Les Derniers Jours dans le désert (Last Days in the Desert) est un film dramatique américain écrit et réalisé par Rodrigo García, sorti en 2015.

## Synopsis
Ewan McGregor est Jésus — et le diable — dans un chapitre imaginaire de ses quarante jours de jeûne et de prière dans le désert. En sortant du désert, Jésus lutte avec le diable sur le sort d’une famille en crise, se mettant à l’épreuve de façon dramatique.

## Fiche technique
Sauf indication contraire, les informations mentionnées dans cette section peuvent être confirmées par la base de données cinématographiques IMDb,  présente dans la section « Liens externes ».
- Titre original : Last Days in the Desert
- Titre français : Les Derniers Jours dans le désert
- Réalisation : Rodrigo García
- Scénario : Rodrigo García
- Musique : Danny Bensi et Saunder Jurriaans
- Direction artistique : Jeannine Oppewall
- Décors : John DeMeo
- Costumes : Judianna Makovsky
- Photographie : Emmanuel Lubezki
- Montage : Matt Maddox
- Production : Bonnie Curtis, Julie Lynn et Wicks Walker[1]
- Sociétés de production : Division Films et Mockingbird Pictures
- Sociétés de distribution : Mission
- Pays de production :  États-Unis
- Langue originale : anglais
- Format : couleurs - 35 mm - 2,35:1 - Son Dolby numérique
- Genre : drame
- Durée : 99 minutes
- Dates de sortie : 
  - États-Unis : 25 janvier 2015 (Festival du film de Sundance 2015), 13 mai 2016 (sortie nationale)
  - France : 17 août 2022

## Distribution
- Ewan McGregor (VF : Bruno Choël) : Jésus de Nazareth et Satan
- Ciarán Hinds : le père
- Ayelet Zurer : la mère
- Tye Sheridan : le fils
- Susan Gray : le démon

## Accueil

### Critique
En France, le site Allociné propose une moyenne des critiques de presse à 2,5/5

## Distinctions

### Nominations et sélections
- Festival du film de Sundance 2015 : sélection Premieres